# Abrocoma famatina
Abrocoma famatina là một loài động vật có vú trong họ Abrocomidae, bộ Gặm nhấm. Loài này được Thomas mô tả năm 1920.